# Amaury Lepetit
Pour les articles homonymes, voir Lepetit.
Amaury Lepetit est un joueur français de volley-ball né le 19 décembre 1986 à Sainte-Adresse (Seine-Maritime) et décédé le 24 juillet 2012 à Saint-Brieuc. Il mesure 2,01 mètres et jouait réceptionneur-attaquant.

## Biographie
Il est allé à l'école des Gobelins et au collège Raoul Dufy.
Victime d'un accident dans les transports en commun à Paris en juillet 2011, il a été amputé d'une jambe ce qui l'a obligé à mettre fin à sa carrière sportive.

### Décès
Il décède à la suite d'un accident vasculaire cérébral.

## Clubs
| Club                         | De        | À         |
| ---------------------------- | --------- | --------- |
| Paris Volley                 | 2006-2007 | 2007-2008 |
| Asnières Volley 92           | 2008-2009 | 2009-2010 |
| Plessis-Robinson Volley-ball | 2010-2011 | 2010-2011 |

## Palmarès
- Championnat de France (2)
  - Vainqueur : 2007, 2008